# Code Konami
Le code Konami (コナミコマンド, Konami Komando, litt. Commande Konami) est un cheat code (code de triche) utilisé pour la première fois en 1986 dans le jeu vidéo Gradius développé par Konami pour la console Nintendo Entertainment System (NES).

Ce code peut être utilisé dans de nombreux jeux vidéo de Konami, activant généralement une option secrète. Au cours du jeu, le joueur doit mettre la partie en pause, puis presser sur sa manette de jeu la séquence de boutons suivante :
(haut, haut, bas, bas, gauche, droite, gauche, droite, B, A). Il s'agit ici de la version originale du code, adaptée à la manette de la NES.
De nombreux joueurs y rajoutent les touches « Start » et « Select », mais cela sert généralement à lancer le jeu ou à arrêter la pause et ne fait pas partie du code. La séquence exacte varie suivant les jeux et a été adaptée aux différentes manettes de console de jeux vidéo.
Le code Konami est le premier code de triche de l'histoire des jeux vidéos, et l'un des plus connus des joueurs. Du fait de sa popularité, il est parfois utilisé par des internautes pour se moquer des personnes recherchant des cheat codes.

## Historique
Le code Konami a été créé par Kazuhisa Hashimoto, qui développait le portage vers la console de salon Nintendo Entertainment System du shoot them up Gradius, initialement sorti en 1985 sur borne d'arcade. En 2003, celui-ci révéla que tandis qu'il testait le jeu, il n'avait pas assez d'entrainement et le trouva trop difficile, l'empêchant de tester le jeu afin de savoir où placer les codes de sauvegarde. Il eut alors l'idée pour faciliter ses tests de créer un code à composer sur la manette donnant au joueur un ensemble de power ups dès le début du jeu, qui sont normalement obtenus progressivement au cours du jeu, ainsi que trente vies.
Le code a été construit avec cette séquence caractéristique dans le but d'être simple à mémoriser, Hashimoto pensant qu'il serait de toutes façons le seul à l'utiliser. Le code ne fut pas retiré une fois le jeu terminé en 1986. Par la suite, le code a continué à être présent dans les suites et spin-offs de la série Gradius, y compris dans Gradius III où il détruit le vaisseau du joueur s’il ne remplace pas les directions gauche et droite par les gâchettes de la manette lorsqu’il compose le code.
À partir de 1988, le code Konami connait une popularité massive avec le jeu Contra sur NES,, où il fait passer les vies du joueur de trois à trente. Du fait de l'importante difficulté du jeu, de nombreux joueurs de Contra utilisent le code et le surnomment le « Contra Code ». Des magazines spécialisés tels que Nintendo Power l'ont couvert dès leur première publication, et ont contribué à l'essor massif de popularité de ce code auprès de nombreux joueurs.
La popularité de Gradius et Contra fait que le code Konami est très souvent associé à l'ère du jeu vidéo des années 1980, et certains retrogamers considèrent même comme une fierté d'être capables de réciter le code de mémoire. Cependant, le code apparaît dans de nombreux jeux et produits. Le code a également été imprimé sur des T-shirts.

## Apparitions et utilisations notables

### Dans des jeux vidéo

#### Konami
- Dans Metal Gear Solid 2: Substance, le code peut parfois débloquer des niveaux ou modes supplémentaires lors des missions VR. Il peut également être utilisé à l'écran titre pour déclencher une voix qui dit : "Stop fooling around!"
- Dans Metal Gear Solid 3: Snake Eater, lors du combat contre The End, pour révéler sa position sur la carte.

#### Autres jeux
- Dans Evoland 2, pour trouver le Nakomi Manor.
- Dans League of Legends, le champion Veigar accompagné du skin « Boss de fin » effectue le Konami Code pendant son animation de rappel.
- Dans Tetrobot and Co., niveau 8-6 : Super K(ey)onami Code.
- Dans Rocket League, taper ce code sur l'écran titre fait apparaître un clin d'œil au précédent jeu Supersonic Acrobatic Rocket-Powered Battle-Cars et débloque également un objet, une antenne représentant une tête de Moai.
- Dans Futurama : Game of Drones, le personnage de Lrrr fait référence au code dans le niveau 203.
- Dans SCP: Secret Laboratory, avant la mise à jour Scopophobia, taper ce code sur l'écran titre donne une version 8 bits du menu ; l'audio sera également modifié.
- Dans le jeu Plants vs. Zombies, ce code est proposé par Dave le Dingo juste avant la bataille finale contre le Zomboss (bien que le fait de taper ce code ne serve finalement strictement à rien).
- Dans Dead by Daylight, si vous possédez le Bourreau Aka Pyramid Head et que vous entrez le code, vous débloquerez le charme Vic Viper accompagné du thème du jeu en 8 bits.
- On trouve le code Konami dans des jeux en ligne tels que League of Legends[8] ou Dofus[9].

### Hors jeu vidéo
Le code Konami est présent sous forme de clin d’œil dans de nombreux produits informatiques.
- Le code Konami est utilisé dans des sites web tels que dans Dailymotion, Facebook[10][source insuffisante], où taper le code au clavier modifie l'apparence de l'interface.
- Les produits sous webOS utilisent ce code pour passer en mode développeur. Il en est de même pour certains produits LaCie tels que les NAS CloudBox depuis leur page de crédits.
- La box internet Freebox Révolution utilise ce code pour dézoner son lecteur Blu-ray. En tapant le code sur son site officiel, le nouvel opérateur Free mobile avait placé une image .gif montrant une fusée, ainsi qu'un compte à rebours indiquant que les offres étaient sur le point d'être dévoilées.

#### Au cinéma
- Dans Les Mondes de Ralph (2012) de Rich Moore, le code pour ouvrir la porte d’accès au code source du jeu Sugar Rush est le code Konami[11],[12],[13],[14],[15].
- Dans Fear Street, partie 1 : 1994 et Fear Street, partie 3 : 1666, où Josh (Benjamin Flores Jr) récite le code à diverses reprises.

#### À la télévision
- Dans la série Bref (épisode 56, « Bref. J'ai grandi dans les années 90 »), le code est cité : « J'allais chez le libraire et j'apprenais les codes de jeux vidéo par cœur (haut, haut, bas, bas, gauche, droite, gauche, droite, B, A, Start) »[N 1],[16],[17].
- Dans la série Archer (saison 5, épisode 12), avec le code suivant : « 55 55 44 44 4C 52 4C 52 42 41 », ce qui donne après une conversion hexadécimale/ASCII : « U U D D L R L R B A »[18].
- Dans la série Gravity Falls, le code est visible en rouge à la fin du générique, juste après le logo de la série.
- Dans la série Les Griffin (saison 11 épisode 10, « Le cosmonaze »), Peter propose à Brian d'utiliser le code Konami pour obtenir des vies illimitées.

#### Dans la musique
- Les paroles d'un couplet de la chanson Anyone Else But You des Moldy Peaches (reprise dans le film Juno) font référence au code Konami[N 2],[19],[14].
- U, U, D, D, L, R, L, R, A, B, Select, Start est le titre d'un morceau de l'album Saturday Night Wrist des Deftones[N 3],[16].

#### Sur internet
- Le code Konami s'introduit dans la vie politique française à l'occasion de l'élection présidentielle de 2012 : sur la page d'accueil du site internet de François Bayrou, d'une part, où il déclenche une animation évoquant l'introduction d'un jeu de rôle « 8 bits » se déroulant en « Sarkollande » et dont le héros serait le candidat du MoDem[N 4],[20],[21] ; et, d'autre part, sur le site du Parti socialiste, où il provoque l'apparition d'un décompte avant le premier tour de l'élection sur fond d'arc-en-ciel double sur la page consacrée au bilan de Nicolas Sarkozy[N 5],[20],[21], et l'arrivée d'un « Nyan Cat » tenant une rose rouge entre ses dents sur la page de la chronologie des engagements de campagne de François Hollande[N 6],[22]. En 2015, à un mois des élections régionales, c'est sur le site de campagne de Christian Estrosi que le code Konami débloque le jeu Christian Jump, inspiré de Doodle Jump[N 7],[23].

- Dans le cadre du 150e anniversaire du Canada en 2017, la Banque du Canada émet un billet commémoratif de dix dollars. Une page du site internet de l'institution financière lui est consacrée ; sur celle-ci, le code Konami déclenche une fonction cachée : l'hymne national du Canada est joué et des petits billets de 10 dollars tombent du haut de la page[N 8],[24],[25],[15].

- Lorsqu'un utilisateur du site internet de la plate-forme Discord se retrouve sur une « page introuvable », il peut accéder à une version du jeu du serpent nommée « Snek » en tapant le code Konami[N 9],[15],[26],[27].

- Entrer le code Konami sur une ancienne version du site internet officiel du jeu Overwatch y fait apparaitre une « pluie » de Hanzo — un des personnages du jeu[N 10],[28] ; dans une version ultérieure du site, le code fait cette fois apparaitre une « averse » de D.Va (en) — un autre personnage —, dans son armure robotisée ; on peut également l'entendre dire le code à voix haute[N 11],[15].

- En avril 2009, des utilisateurs du site officiel d'ESPN rapportent que le code Konami y déclenche l'apparition de licornes, et le passage de certains textes en police Comic Sans[N 12],[29],[30],[31].